# Coelichneumon castaniventris
Coelichneumon castaniventris là một loài tò vò trong họ Ichneumonidae.